# Ujváry Zoltán
Ujváry Zoltán (Hét, 1932. január 25. – Debrecen, 2018. január 28.) magyar néprajzkutató, folklorista, professzor emeritus.

## Élete
1955-ben a debreceni Kossuth Lajos Tudományegyetemen végzett, ahol 1955-től a Néprajzi Intézet tanársegédje, majd 1962-től adjunktusa és 1970-től docense volt.
1969-től a történettudományok (néprajz) kandidátusa. 1979-től A debreceni Kossuth Lajos Tudományegyetem Néprajzi Intézetének tanszékvezető egyetemi tanára. 1988-tól a történettudományok doktora. 2001-től professzor emeritus.
Szűkebb szakterülete a népszokások, népi színjátszás, népköltészet problémaköre volt.

## Elismerései
- Ortutay Gyula-emlékérem (1984)
- Györffy István-emlékérem (1989)
- Móra Ferenc-emlékérem (1990)
- Akadémiai díj I. osztálya (2003)
- Gömörszőlős díszpolgára (2012)[3]
- Tornalja díszpolgára (2012)[3]
- Konyár díszpolgára (2013)[3]
- Mellszobor Lévárton (2021)[4]
- Lévárt, Hét és Mátészalka díszpolgára[3]

## Főbb művei
- 1962 Farsangi dramatikus játékok Szatmárban. Debrecen (tsz. Ferenczi Imre)
- 1968 Népdalok és balladák egy aldunai székely közösségből. Debrecen
- 1969 Az agrárkultusz kutatása a magyar és az európai folklórban. Debrecen
- 1972 Ej-haj, gyöngyvirág... Debrecen (tsz. Holló László)
- Varia folkloristica. Írások a néphagyomány köréből; s.n., Debrecen, 1975 (Hajdú-Bihar megyei múzeumok közleményei)
- 1977 Szállj el, fecskemadár. Gömöri magyar népballadák és népdalok. Miskolc
- 1978 A temetés paródiája. Temetés és halál a népi játékokban. Debrecen
- 1979/1981 Népszokások és színjátékok I–II. Debrecen
- 1980 Népszokás és népköltészet. Válogatott tanulmányok. Debrecen
- Szalay Emőke–Ujvári Zoltán: Két fazekas falu Gömörben; KLTE, Debrecen, 1982 (Studia folkloristica et ethnographica)
- Játék és maszk. Dramatikus népszokások, 1-3.; Bihari Múzeum, Berettyóújfalu, 1983
- A gömöri népélet kutatása; KLTE Néprajzi Tanszék, Debrecen, 1985 (Gömör néprajza)
- Fejezetek Gömör folklórjához; KLTE, Debrecen, 1986 (Gömör néprajza)
- Adomák Gömörből; KLTE, Debrecen, 1988 (Gömör néprajza)
- Dramatikus népszokások; KLTE, Debrecen, 1989 (Néprajz egyetemi hallgatóknak)
- Állatmaszkok; KLTE, Debrecen, 1989 (Studia folkloristica et ethnographica)
- Folklór írások; HOM–BAZ Megyei Múzeumok Igazgatósága, Miskolc, 1990 (Borsodi kismonográfiák)
- Mátyás király Gömörben. Mondák, anekdoták a néphagyományban; KLTE, Debrecen, 1990 (Gömör néprajza)
- Farsang; KLTE, Debrecen, 1990 (Néprajz egyetemi hallgatóknak)
- 1991 Szülőföldön hontalanul – Magyarok deportálása Csehországba. Pozsony
- Farsangi népszokások; KLTE, Debrecen, 1991
- Népi táplálkozás három gömöri völgyben; KLTE, Debrecen, 1991 (Gömör néprajza)
- Népdal, színjáték, honismeret. Három fejezet Gömör néprajzához; KLTE, Debrecen, 1992 (Gömör néprajza)
- Történeti és néprajzi tanulmányok; szerk. Ujváry Zoltán; Ethnica, Debrecen, 1994
- Kapcsolatok és párhuzamok. Tanulmányok, előadások; KLTE, Debrecen, 1994 (Folklór és etnográfia)
- Huncut adomák Gömörből; Ethnica, Debrecen, 1995
- Miscellanea, 1-4.; KLTE, Debrecen, 1995–2005
- Egy földműves szólásai és közmondásai; KLTE, Debrecen, 1996 (Gömör néprajza)
- Népi színjátékok és maszkos szokások; Multiplex Media-Debrecen University Press, Debrecen, 1997
- 50 éves a Néprajzi Tanszék. Jubileumi kötet; szerk. Ujváry Zoltán; KLTE, Debrecen, 1999 (Folklór és etnográfia)
- Folklór fejezetek Gömörből; Debreceni Egyetem, Debrecen, 2000 (Gömör néprajza)
- Szólásgyűjtemény; Osiris, Bp., 2001
- Gömöri szólások; gyűjt. Ujváry Zoltán; Ethnica, Debrecen, 2001
- Gömöri magyar néphagyományok; Herman Ottó Múzeum, Miskolc, 2002
- Szólások és közmondások nagy könyve. 3000 szólás és közmondás magyarázattal; TKK, Debrecen, 2003
- Néprajz Móra Ferenc műveiben; Kiskun Múzeum Baráti Köre, Kiskunfélegyháza, 2004 (Bibliotheca Cumanica)
- 2006 A folklórkutatás eredményei a XIX. században. Debrecen
- Kultusz, színjáték, hiedelem; Herman Ottó Múzeum, Miskolc, 2007
- Dugonics András példabeszédei. Mondák, anekdoták, szokások; DE Néprajzi Tanszék, Debrecen, 2009 (Magyar néprajzi könyvtár)
- Mária Terézia a folklórban; graf. Komiszár János, szöveg Ujváry Zoltán; Ethnica, Debrecen, 2010
- Száz kis írás. Mondák, anekdoták, szólások; graf. Komiszár János; Ethnica, Debrecen, 2010
- A szeretett királynő. Mária Terézia / Die geliebte Königin. Maria Theresia; ford. Munkácsi Péter, Karl Katschthaler; Didakt, Debrecen, 2011
- Folklór az irodalomban. Hetven példa; Ethnica, Debrecen, 2014
- Szülőföldön hontalanul. Az elhurcolt felvidéki magyarok kálváriája; Kalligram, Bp., 2014